# Wełyka Wiś
Wełyka Wiś (ukr. Велика Вісь) – wieś na Ukrainie, w obwodzie czernihowskim, w rejonie czernihowskim, w hromadzie Ripky. W 2001 liczyła 377 mieszkańców, spośród których 367 wskazało jako ojczysty język ukraiński, 6 rosyjski, 2 mołdawski, a 2 białoruski.